# Noční hra
Noční hra (v anglickém originále Game Night) je americký akční komediální film z roku 2018. Režie se ujali John Francis Daley a Jonathan Goldstein a scénáře Mark Perez. Hlavní role hrají Jason Bateman,  Rachel McAdams, Billy Magnussen, Sharon Horgan, Lamorne Morris, Kylie Bunbury, Jesse Plemons, Michael C. Hall a Kyle Chandler. Film měl premiéru ve Spojených státech dne 23. února 2018. Získal komerční úspěch a chválu kritiků. Celosvětově vydělal přes 117 milionů dolarů.

## Obsazení
- Jason Bateman jako Max Davis, Annie manžel
- Rachel McAdams jako Annie Davis, Maxova manželka
- Kyle Chandler jako Davis Brooks, Maxův bratr
- Billy Magnussen jako Ryan
- Sharon Horgan jako Sarah
- Lamorne Morris jako Kevin, Michelle manžel
- Kylie Bunbury jako Michelle, Kevinova manželka.
- Jesse Plemons jako Gary Kingsbury, Maxovo a Annie soused.
- Michael C. Hall jako jeden z Bulharů
- Danny Huston jako Donald Anderton
- Chelsea Peretti jako Glenda
- Camille Chen jako Dr. Brady
- Zerrick Williams jako Val
- Joshua Mikel jako Colin
- Michael Cyril Creighton jako Bill
- Olivia jako Bastian, Garyův pes

## Přijetí

### Tržby
Film vydělal 69 milionů dolarů v Severní Americe a 48,4 milionů dolarů v ostatních oblastech, celkově tak vydělal 117,4 milionů dolarů po celém světě. Rozpočet filmu činil 37 milionů dolarů. Za první víkend docílil druhé nejvyšší návštěvnosti, kdy vydělal 16,6 milionů dolarů.

### Recenze
Na recenzní stránce Rotten Tomatoes získal z 194 započtených recenzí 83 procent s průměrným ratingem 6,8 bodů z deseti. Na serveru Metacritic snímek získal z 39 recenzí 66 bodů ze sta. Na Česko-Slovenské filmové databázi snímek získal 69 procent.